# Jan Ceulemans
Jan Anna Gumaar Ceulemans (* 28. únor 1957, Lier) je bývalý belgický fotbalista, záložník a trenér. Jeden z nejslavnějších belgických fotbalistů všech dob: Pelé ho zařadil roku 2004 mezi 125 nejlepších žijících fotbalistů, jako jednoho ze tří Belgičanů. Třikrát byl vyhlášen nejlepším fotbalistou Belgie (1984, 1985, 1986). V anketě Zlatý míč, která hledala nejlepšího fotbalistu Evropy, se roku 1980 umístil na pátém místě. Je rekordmanem v počtu odehraných zápasů za belgický národní tým (celkem 96).

## Klubová kariéra
Během své aktivní fotbalové kariéry hrál pouze za dva belgické kluby: Lierse SK a Club Brugge. Odehrál čtyři sezóny v Lierse SK a poté přestoupil do Brugg. S Club Brugge získal třikrát titul belgického mistra (1980, 1988, 1990) a dvakrát belgický fotbalový pohár (1986, 1991). V belgické nejvyšší soutěži odehrál 514 zápasů, v nichž vstřelil 230 gólů.

## Reprezentační kariéra
Ceulemans působil v belgických mládežnických výběrech do 19 (5 nominací, 4 odehrané zápasy a 1 vstřelený gól) a do 21 let (7 nominací, 6 odehraných zápasů a 2 vstřelené góly).
S belgickým národním týmem vybojoval stříbrnou medaili na mistrovství Evropy roku 1980, na mistrovství světa v Mexiku roku 1986 skončili Belgičné čtvrtí (Ceulemans zde byl zařazen do all-stars týmu). Zúčastnil se též světových šampiotátů 1982 a 1990 a závěrečného turnaje mistrovství Evropy 1984. Celkem za reprezentaci nastoupil v 96 utkáních (dosud belgický rekord) a vstřelil v ní 22 branek. Podle některých fotbalových databází (např. Footballdatabase.eu, National Football Teams) nastřílel během 96 zápasů 23 gólů. Rozdíl je v přátelském utkání z 5. června 1988 v Odense proti domácímu Dánsku, které Belgie prohrála 1:3. Zatímco Belgická fotbalová asociace připisuje tento gól Enzo Scifovi, databáze jej připisují Janu Ceulemansovi.

## Trenérská kariéra
Po skončení hráčské kariéry se stal trenérem, vedl dlouhá léta KVC Westerlo (1999–2005, 2007–2012), též Bruggy, SC Eendracht Aalst a Ingelmunster.